# Formel V

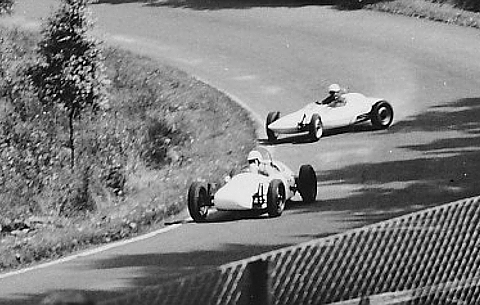

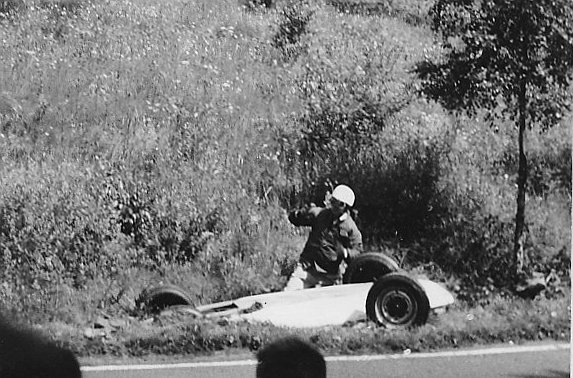

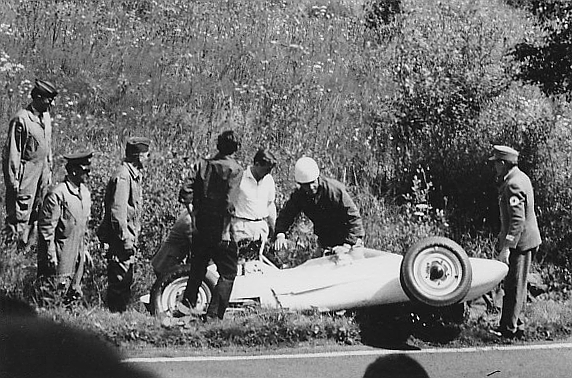
Erstes Formel-V-Rennen auf dem Nürburgring am 1. August 1965

Formel V ist eine Markenformel, deren Blütezeit in den 1960er- und 1970er-Jahren lag. Wesentliche Bauteile (Motor, Getriebe, Radaufhängung) mussten vom damals gebauten VW Käfer stammen. Sie ist die bislang größte Markenformel. Als Urheber der Idee, auf der Basis des VW Käfer Formelrennwagen zu bauen, gilt der US-Amerikaner Hubert L. Brundage, ein Geschäftsmann und Hobbyrennfahrer aus Florida. Für Fahrer, denen die Fahrleistungen mit 1200- und 1300-cm³-Motoren nicht ausreichten, wurde 1970/71 die Formel Super V ins Leben gerufen, mit Motoren auf der Basis des VW 411/412.
Nicht mit dieser Formel darf die Formel Volkswagen verwechselt werden, die in den späten 1990er-Jahren entstand und Bauteile aus der damals aktuellen Modellreihe von VW verwendete.

## Formel V in Europa von 1965 bis 1973

### Anfänge mit fast serienmäßigen VW-Teilen
Porsche-Rennleiter Huschke von Hanstein brachte 1965 die ersten zehn Formel-V-Wagen aus den USA nach Deutschland und präsentierte sie am 16. Mai 1965 im Rahmen des Bergrennens in Eberbach dem Publikum, nachdem sie zuvor im Porschewerk der Presse vorgestellt worden waren. Diese ersten Autos kamen als Bausätze nach Deutschland und wurden von Porsche-Monteuren zusammengebaut. Am 4. Juli 1965 fand das erste Rennen auf europäischem Boden mit den kleinen Monopostos auf dem Norisring statt. Vier Wochen später, am 1. August 1965, fuhr die Formel V erstmals auf dem Nürburgring. Das Rennen lief über zehn Runden auf der Start-und-Ziel-Schleife. Eine weitere Präsentation gab es am Roßfeld.
1966 gab es die erste deutsche Formel-V-Meisterschaft.
Hersteller der aus den USA importierten Fahrzeuge waren Beachcar und Formcar.
Angetrieben wurden die Renner zunächst von dem 1,2-Liter-Motor des VW Käfer, der bis maximal 45 PS leistete und für eine Höchstgeschwindigkeit von etwa 150 bis 160 km/h reichte. Von Hansteins erstes Exemplar hatte wie der serienmäßige Käfer nur 34 PS. Nachdem 1966 die Formel V Europa gegründet war, wurden die immer noch seriennahen 1300er VW-Motoren erlaubt, die bis zu 60 PS ermöglichten. Eine Änderung des Reglements, die vor allem die Art der Nockenwelle freistellte, ermöglichte ab 1969 eine Leistung von 75 PS.

### Spannende Rennen mit höheren Leistungen ab 1969

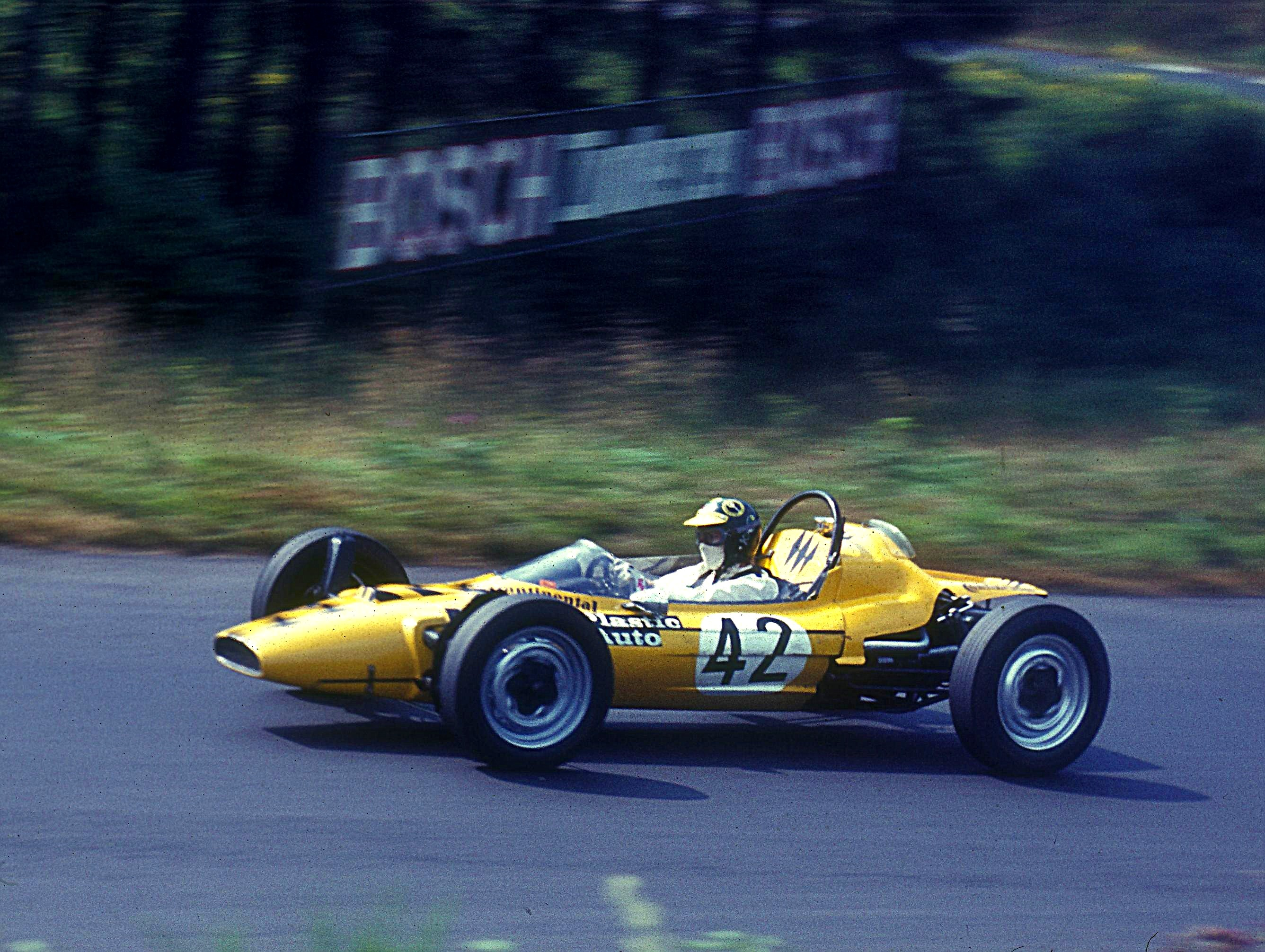
Olympic Formel V mit Hannelore Werner 1969 auf dem Nürburgring

Eins der spannendsten Formel-V-Rennen 1969 war der Lauf um den Deutschland-Pokal über sechs Runden auf der Nürburgring-Nordschleife im Rahmenprogramm zum Großen Preis von Deutschland. Sieger wurde Helmut Marko auf McNamara in 59:47,8 Minuten, was einer Durchschnittsgeschwindigkeit von 137,4 km/h entsprach, vor Niki Lauda auf Kaimann. Der Amerikaner Bill Scott auf McNamara, einer der populärsten Formel-V-Fahrer, drehte sich gleich nach dem Start und wurde Vierter hinter dem Österreicher Peter Peter auf Austro V. Gestartet waren 49 Wagen, von denen 39 das Ziel erreichten. Die schnellste Runde fuhr Helmut Marko in 9:51,7 Minuten bzw. mit 138,9 km/h, der bis dahin besten Formel-V-Zeit auf dem Nürburgring. Die Zeitschrift auto motor und sport kommentierte diese Leistung als „eine Zeit, die man für ein 65 PS-Auto als ganz ausgezeichnet registrieren muß, auch wenn die Formel V nur 375 kg wiegen.“ Volkswagen Motorsport spricht allerdings von einer Motorleistung „um 80 PS“.
Zu den spektakulärsten Rennen der Formel V gehörte der letzte Lauf um den Europapokal 1970 am 27. September auf dem Salzburgring. Bereits in der vierten von 30 Runden über insgesamt 127,14 km kollidierten vier Fahrzeuge auf der Start-und-Ziel-Geraden, wobei die Fahrer jedoch nur leicht verletzt wurden. Zum Schluss des Rennens versuchte Manfred Schurti auf Austro V den führenden Erich Breinsberg auf Kaimann aus dem Windschatten heraus zu überholen. Dabei berührten sich die Wagen unmittelbar vor der Ziellinie, Breinsberg überschlug sich zweimal und geriet in die Leitplanken, zog sich aber lediglich eine Schürfwunde an der Hand zu. Wer als Erster die Linie überquerte, war nicht erkennbar. Die Zeitnahme bestätigte Schurti als Sieger mit einer Zeit von 47:40,33 Minuten bzw. 159,73 km/h und einer Zehntelsekunde Vorsprung vor Breinsberg. Ein später veröffentlichtes Zielfoto zeigte allerdings die längere Schnauze von Breinsbergs Kaimann vorn, während die Vorderräder beider Wagen auf gleicher Höhe waren. Die schnellste Runde auf dem Salzburgring fuhr Bror Jaktlund in 1:33,3 Minuten und einer Geschwindigkeit von 163,51 km/h. Den Formel-V-Europapokal gewann Erich Breinsberg.

### Formel V 1300 auf dem Höhepunkt
Als ab 1973 mit Zweivergaseranlage und ohne Kühlgebläse mit Fahrtwindkühlung gefahren werden durfte, wurden rund 100 PS erreicht. Hinzu kamen Trockensumpfschmierung und eine geänderte VW-Käfer-Vorderachse mit innenliegenden Stoßdämpfern. Außerdem waren jetzt Leichtmetallräder und Slicks zulässig. Keke Rosberg fuhr mit einem solchen Wagen die Nürburgringrunde in 8:56,2 Minuten, das entspricht einer Durchschnittsgeschwindigkeit von 153,3 km/h.

### Gewinner des Europapokals Formel V 1300
| Jahr | Name               | Land           | Fahrzeug     |
| ---- | ------------------ | -------------- | ------------ |
| 1966 | Michael Walleczek  | Österreich     | Austro Beach |
| 1967 | Günther Huber      | Österreich     | Austro Beach |
| 1968 | Werner Riedl       | Österreich     | Austro V     |
| 1969 | Alfred Vogelberger | BR Deutschland | Olympic      |
| 1970 | Erich Breinsberg   | Österreich     | Kaimann      |
| 1971 | Bertil Roos        | Schweden       | RPB          |
| 1972 | Tommy Brorsson     | Schweden       | Hansen       |
| 1973 | Keke Rosberg       | Finnland       | Hansen       |
| 1974 | Kalle Jonsson      | Schweden       | Kaimann      |
| 1975 | Kalle Jonsson      | Schweden       | Kaimann      |
| 1976 | Dan Molin          | Schweden       | Hansen       |

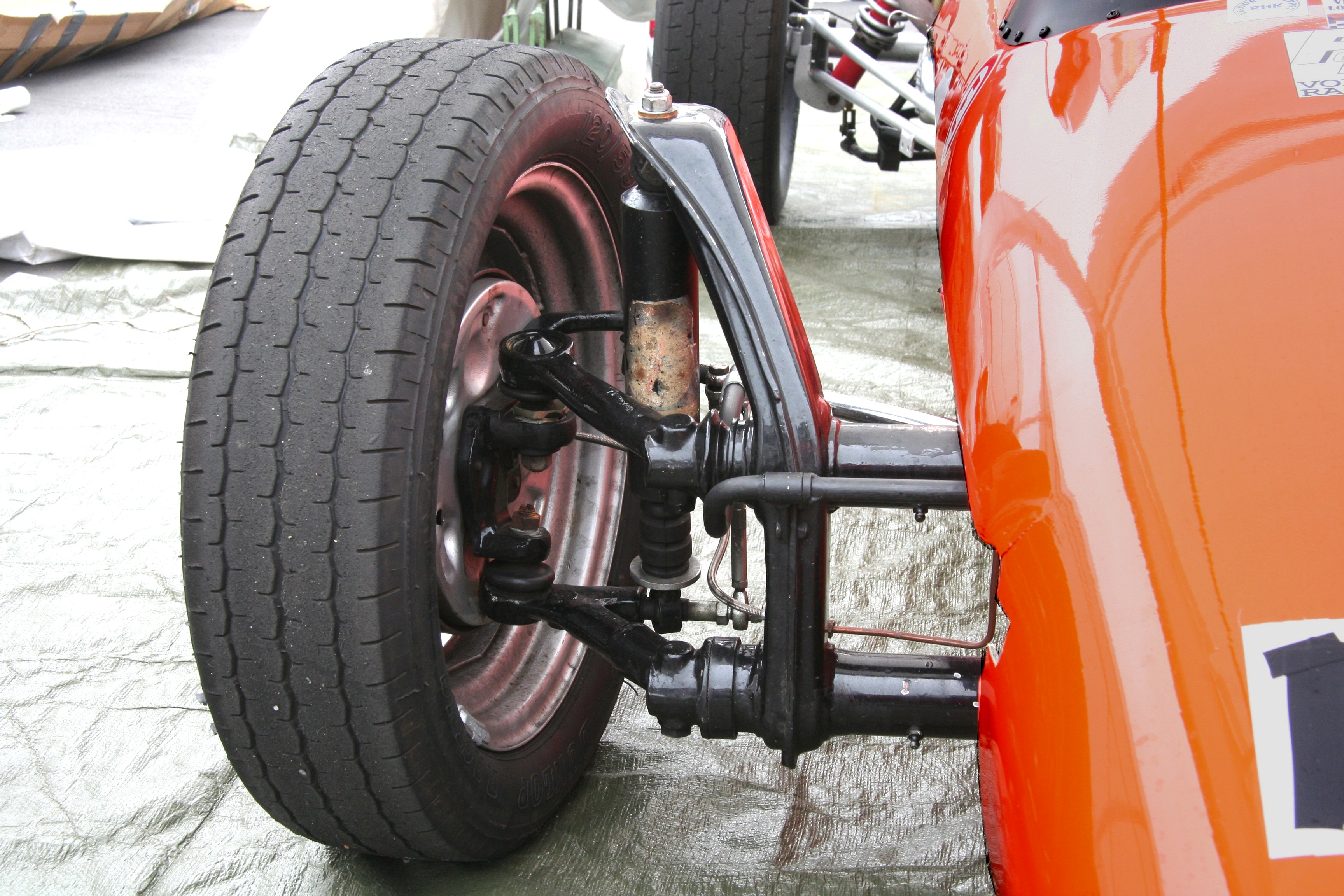
Vordere Radaufhängung
eines Formel V 1300

Quelle: powerslide, Sonderdruck Formel Vau, Petrolpics, Bonn 2011, S. 16.

## Technik der Formel V 1300
Motor, 4-Gang-Getriebe sowie Vorder- und Hinterachse stammen aus dem VW Käfer. Diese Komponenten werden in einen einsitzigen Gitterrohrrahmen gebaut. Darüber kommt noch eine dünne Karosserie aus GFK oder Aluminium. Ein Mindestgewicht von nur 375 kg ohne Fahrer und Benzin sorgt für beeindruckende Fahrleistungen.
Die ursprüngliche Formel V zeichnete sich durch die Verwendung sehr vieler Serienteile des damaligen VW Typ 1 bzw. VW-Käfers aus. Das gewährleistete eine enge Leistungsdichte und dadurch spannende Rennen. So mussten beispielsweise die serienmäßigen Kurbellenker-Vorderachsen vom Käfer 1200 oder 1300 verwendet werden, ebenfalls Lenkgetriebe, Bremsanlage, 15"-Räder und Motor.
Zugelassen waren damals wie heute nur leichte Modifikationen, z. B. Ventilfedern und Verdichtung des Motors nach eigenem Ermessen, Schwungraderleichterung, Auswuchten aller beweglichen Teile, Entfernung des Luftfilters und Änderung der Kraftstoffdüsen, Polieren der Ansaug- und Auslasskanäle und eine Auspuffanlage mit einzelnen, waagrecht nach hinten laufenden Rohren. Der Rahmen musste aus Stahlrohr gefertigt sein und als Hinterradaufhängung war nur eine Längslenkerkonstruktion mit Schraubenfedern zugelassen. Die Fahrzeugverkleidung aus Metall oder Kunststoff konnte weitgehend frei gestaltet werden, allerdings musste die Karosserie den Motor vollkommen umschließen. Heutzutage gelten ergänzend die Vorschriften des Anhangs K für historische Rennfahrzeuge (Sicherheitsvorschriften, z. B. Gurte, Feuerlöschanlage, Bügel, Tank, Beleuchtung).
Im modernisierten Regelwerk sind Flügel vorn und hinten erlaubt, deren Breite 1100 mm nicht überschreiten darf. Die Art und Ausführung der Lenkung ist freigestellt. Räder und Reifen sind freigestellt, mit einem maximalen Durchmesser von 15 Zoll vorn und hinten. Die Breite darf vorn sechs Zoll nicht überschreiten, hinten sieben Zoll.

## Formel Super V

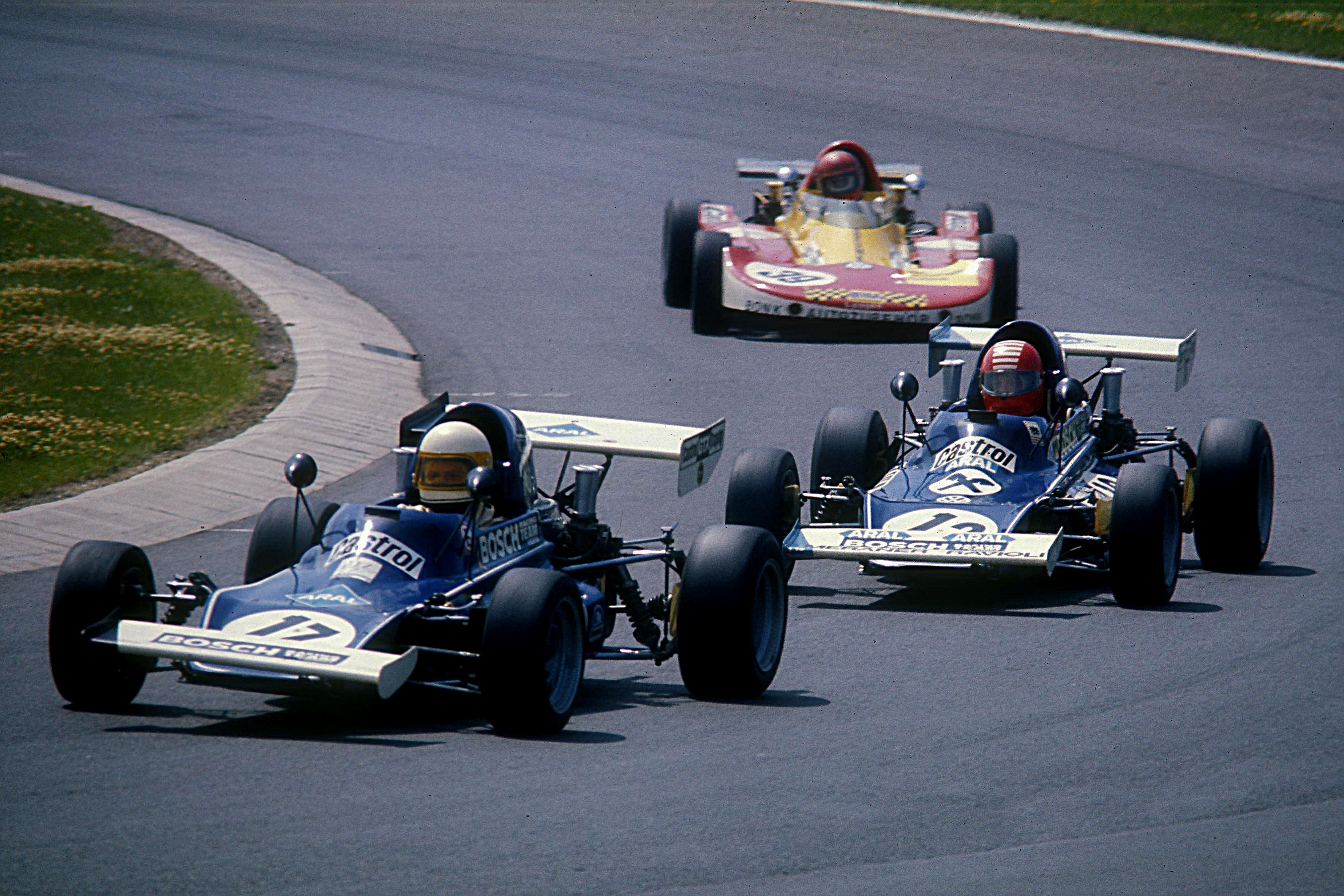
Formel Super V 1975 auf dem Nürburgring

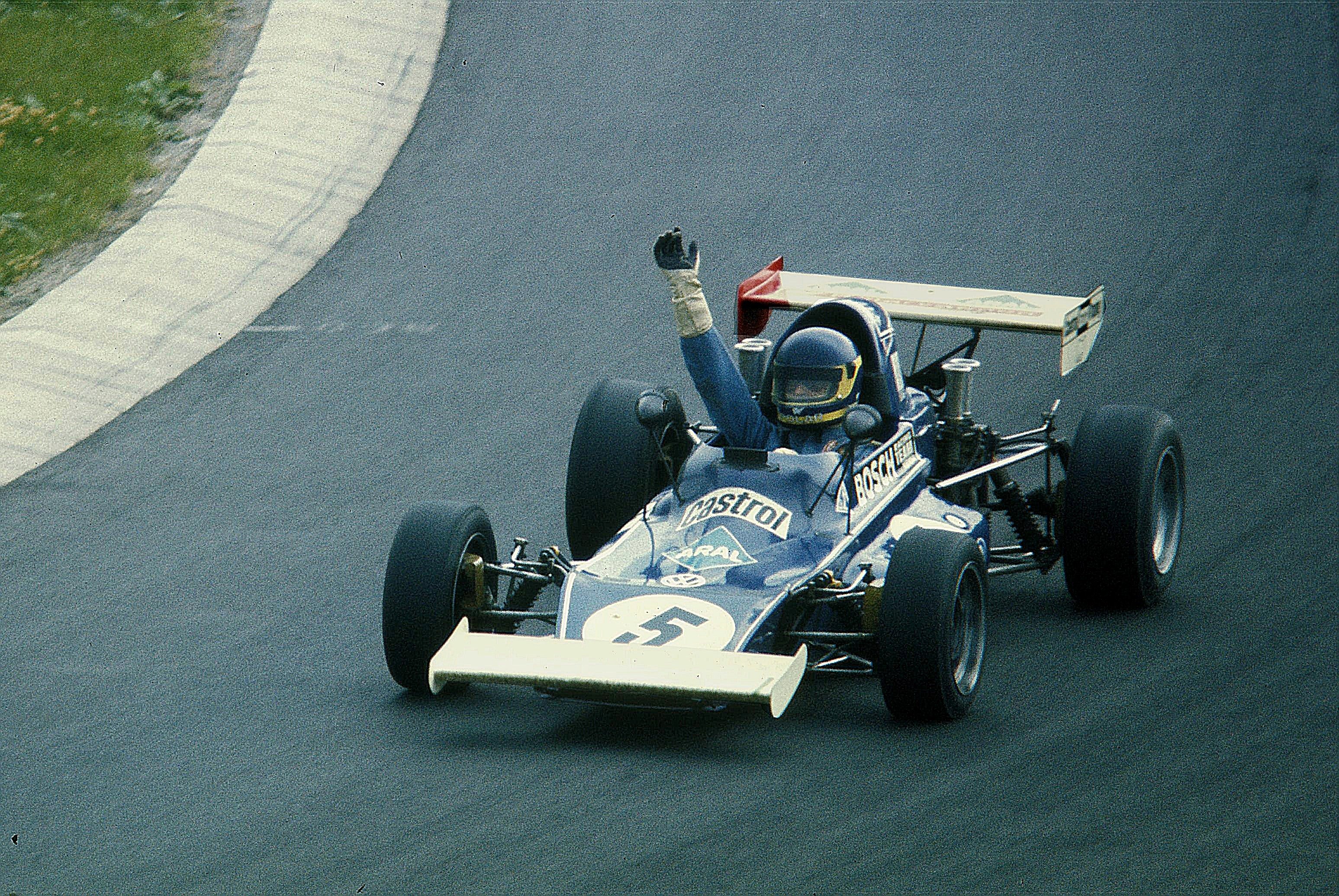
Kennerth Persson 1975 im Kaimann Formel Super V

1971 wurde in Europa die Formel Super V mit den luftgekühlten 4-Zylinder-Boxer-Motoren des VW Typ 4 (411/412) mit 1600 cm³ eingeführt. Die Leistung dieser Triebwerke, für die zwei Solex-Doppelvergaser zugelassen waren, ließ sich auf bis zu ca. 110 kW (150 PS) steigern, was die Aggregate allerdings äußerst störanfällig machte. Ab dem 1. Januar 1978 schrieb das Reglement den wassergekühlten 1,6-Liter-Reihenmotor aus den Baureihen Passat/Golf/Scirocco vor, der serienmäßig bis zu 81 kW (110 PS) leistete. Im Rennwagen waren es bis zu 132 kW (180 PS) bei 8000/min, die mit längster Übersetzung eine Höchstgeschwindigkeit von etwa 250 km/h brachten. Das Mindestgewicht der Autos betrug 400 kg ohne Treibstoff und ohne Fahrer.
Weitere Regelungen waren: Außer dem Überrollbügel durfte kein Teil der Karosserie höher als 900 mm sein, und die Cockpitöffnung musste 600 mm lang und 450 mm breit sein. Das Material der Karosserie durfte frei gewählt werden. Ebenso war die Konstruktion des Fahrwerks freigestellt, wobei Achswellen, Gleichlaufgelenke, Achsschenkel, Radnaben und Bremsanlage von VW zu verwenden waren. Schmiersystem des Motors, Nockenwelle und Getriebe waren nicht vorgeschrieben, sodass die Hersteller der Wagen ausschließlich Hewland-Renngetriebe einsetzten.
Auffälligste äußerlich erkennbare Unterschiede zur Formel V waren die Radaufhängungen, die aus Dreieckslenkern oben und unten bestanden, statt der vorderen Kurbellenkerachse des VW Käfer sowie der hintere Flügel, der auf dem abgefederten Teil des Autos und nicht etwa an den Radaufhängungen montiert sein musste. Als maximale Höhe des Flügels waren 800 mm und als maximale Breite 950 mm vorgeschrieben.

### Technische Daten
| Kenngrößen                                       | Kaimann Super V (1977)                              | Kaimann Super V (1978)                              |
| ------------------------------------------------ | --------------------------------------------------- | --------------------------------------------------- |
| Motor                                            | 4-Zylinder-Viertakt-Boxer (Kaimann)                 | 4-Zylinder-Viertakt-Reihe (Heidegger)               |
| Hubraum                                          | 1588 cm³                                            | 1588 cm³                                            |
| Bohrung × Hub                                    | 87,5 × 66 mm                                        | 79,5 × 80 mm                                        |
| Leistung bei 1/min                               | 110 kW (150 PS) bei 7200                            | 132 kW (180 PS) bei 8000                            |
| Max. Drehmoment bei 1/min                        | 165 Nm bei 6200                                     | 246 Nm bei 6200                                     |
| Ventilsteuerung                                  | untenliegende Nockenwelle                           | obenliegende Nockenwelle                            |
| Gemischaufbereitung                              | 2 Solex-Schrägstrom- Doppelvergaser                 | Kugelfischer-Einspritzung                           |
| Kühlung                                          | Luft                                                | Wasser                                              |
| Getriebe                                         | Hewland-Vierganggetriebe (Differenzial ohne Sperre) | Hewland-Vierganggetriebe (Differenzial ohne Sperre) |
| Spurweite vorn/hinten:                           | 1455/1500 mm                                        | 1475/1425                                           |
| Radstand                                         | 2185 mm                                             | 2240 mm                                             |
| Reifengröße vorn                                 | 180/500 × 13                                        | 180/540 × 13                                        |
| Reifengröße hinten                               | 205/540 × 13                                        | 205/540 × 13                                        |
| Maße L × B × H                                   | 3750 × 1640 × 905 mm                                | 3990 × 1680 × 860 mm                                |
| Trockengewicht (ohne Kraftstoff und Fahrer)      | 402 kg                                              | 422 kg                                              |
| Höchstgeschwindigkeit (bei längster Übersetzung) | 240 km/h                                            | 255 km/h                                            |
| Preis (1977 bzw. 1978)                           | ca. 30.000 DM                                       | ca. 33.000 DM                                       |

Daten laut Renn- und Sportwagenkatalog 1977 und 1979, Vereinigte Motorverlage, Stuttgart
Viele Rennställe und Fahrer wechselten in die 1971 neue Formel, die mit anfangs 115 PS starken Fahrzeugen deutlich höhere Leistungen bot als die Formel V 1300. Problematisch waren die großen Starterfelder mit einer Mischung von erfahrenen Leuten wie Helmut Bross oder Erich Breinsberg und Anfängern, die unzureichendes Können durch Übermut und Leichtsinn auszugleichen versuchten. Die Folge waren schwere Unfälle, zum Teil Karambolagen mit bis zu acht Autos. Als besonders gefährliche Punkte auf dem Nürburgring galten der Sprunghügel am Flugplatz, die Steigung im Bereich Bergwerk und der Hochgeschwindigkeitsabschnitt auf der Döttinger Höhe. Die Situation besserte sich jedoch, nachdem die Sicherheitsvorschriften verschärft worden waren.
Um 1980 ließ das Interesse an der Formel Super V merklich nach. Der Preis der Wagen, deren von Spiess, Heidegger oder Judd aufbereiteten Motoren inzwischen bis zu 190 PS leisteten, lag etwa dreimal so hoch wie 1971 und war mit dem ursprünglichen Gedanken der Nachwuchsförderung nicht mehr zu vereinbaren.
1982 lief die Formel Super V aus.

### Gewinner des Super V Goldpokals
| Jahr | Name                  | Land           | Fahrzeug |
| ---- | --------------------- | -------------- | -------- |
| 1971 | Erich Breinsberg      | Österreich     | Kaimann  |
| 1972 | Manfred Schurti       | Liechtenstein  | Royale   |
| 1973 | Helmut Koinigg        | Österreich     | Kaimann  |
| 1974 | Freddy Kottulinsky    | Schweden       | ATS Lola |
| 1975 | Mikko Kozarowitzky    | Finnland       | ATS Lola |
| 1976 | Mika Arpiainen        | Finnland       | Veemax   |
| 1977 | Arie Luyendyk         | Niederlande    | Lola     |
| 1978 | Helmut Henzler        | BR Deutschland | March    |
| 1979 | John Nielsen          | Dänemark       | Ralt     |
| 1980 | John Nielsen          | Dänemark       | Ralt     |
| 1981 | John Nielsen          | Dänemark       | Ralt     |
| 1982 | Walter Lechner senior | Österreich     | March    |

Quelle: Erich Breinsberg: Der Niki, der Keke und das Genie aus der Vorstadt. egoth Verlag, Wien 2009, ISBN 978-3-902480-58-3, S. 176.

## Preise
Die Formel V sollte Motorsport erschwinglich machen und so verkaufte MAHAG in München 1966 rennfertige Wagen für 8.500 DM. Das entspricht heute inflationsbereinigt etwa 20.000 Euro. 1977 kostete ein Kaimann Super V mit Motor etwa 30.000 DM bzw. rund 44.400 Euro, umgerechnet auf heutige Währung. Kaimann bzw. Kurt Bergmann in Wien bot 1979 auch einen rennfertigen Super V mit dem wassergekühlten Reihenvierzylinder aus dem VW Golf vergleichsweise günstig für 33.000 DM an. Ein Chevron B 50 hingegen kostete in Deutschland 52.500 DM, die aktuell 72.700 Euro entsprechen.

## Lizenzen
Die Formel V 1300 wurde anfangs getrennt gewertet für Ausweis- und Lizenzfahrer. Dieses System wurde durch die allgemeine Entwicklung des Lizenzwesens im Motorsport hinfällig. Die Formel Super V stand nur Fahrern mit Lizenz (heute würde man von Internationaler Lizenz sprechen) offen.

## Hersteller
- Apal
- Austro
- Autodynamics
- BEACH-CAR
- Dahmcar (Monocoque-Fahrzeug)
- DRM
- Engel
- FORM-CAR
- FUCHS
- Holo
- Kaimann
- Leastone
- Lola
- MALORDY
- McNamara Racing[8]
- Mega
- MoTuL
- Olympic
- Pichl
- PRT
- Raven
- Royale
- RMS
- RSM
- Schiesser
- Tasco
- VeeMax. Ende 1965 begann der finnische Ingenieur und Rennfahrer Max Johansson mit dem Bau eines Formel-V-Rennwagens. Motorenlieferant war ein Leif Virtanen, der auch eine Garage zur Herstellung der ersten Fahrzeuge an Johansson vermietete. Die Testfahrten fanden zunächst auf öffentlichen Straßen statt, bevor im Juni 1966 zwei Wagen zum Rennen in Keimola antraten. Im selben Jahr zog Johansson in Helsinki und 1975 nach Vantaa um. VeeMax bestand bis 1980 und baute in rund 15 Jahren 77 Rennwagen der Formeln V 1300 und Super Vau, Bausätze für Kunden nicht mitgerechnet.[9]
- Zagk-Hansen

## Bekannte Fahrer
- Bill Scott
- Rainer Braun (Sportjournalist)
- Erich Breinsberg
- Helmut Bross
- Harald Ertl
- Emerson Fittipaldi
- Günther Huber
- Mikko Kozarowitzky
- Helmut Koinigg
- Freddy Kottulinsky
- Niki Lauda
- Arie Luyendyk
- Helmut Marko
- Jochen Mass
- Tibor Meray
- Klaus Niedzwiedz
- John Nielsen
- Nelson Piquet
- Jochen Rindt
- Keke Rosberg
- Marc Surer
- Hannelore Werner